# Аш-Лейк
Аш-Лейк (англ. Ash Lake) — тауншип в округе Линкольн, Миннесота, США. На 2010 год его население составило 151 человек. Название «Ash Lake» (в переводе «ясеневое озеро»), произошло от озера на территории тауншипа, окружённого белыми ясенями.

## География
По данным Бюро переписи населения США площадь тауншипа составляет 94,9 км², из которых 93,4 км² занимает суша, а 1,6 км² — вода (1,64 %).

## Население
По данным переписи 2010 года население Аш-Лейка составляло 151 человек (из них 55,0 % мужчин и 45,0 % женщин), было 68 домашних хозяйства и 43 семьи. Расовый состав: белые — 100,0 %.
Из 68 домашних хозяйств 52,9 % представляли собой совместно проживающие супружеские пары (17,6 % с детьми младше 18 лет), в 4,4 % домохозяйств женщины проживали без мужей, в 5,9 % домохозяйств мужчины проживали без жён, 36,8 % не имели семьи. В среднем домашнее хозяйство вели 2,22 человека, а средний размер семьи — 2,86 человека.
Население тауншипа по возрастному диапазону распределилось следующим образом: 19,9 % — жители младше 18 лет, 55,5 % — от 18 до 65 лет и 24,5 % — в возрасте 65 лет и старше. Средний возраст населения — 47,8 лет. На каждые 100 женщин приходилось 122,1 мужчины, при этом на 100 совершеннолетних женщин приходилось уже 132,7 мужчин сопоставимого возраста.
В 2014 году из 128 трудоспособных жителей старше 16 лет имели работу 73 человека. Медианный доход на семью оценивался в 53 125 $, на домашнее хозяйство — в 55 000 $. Доход на душу населения — 26 814 $.